# Balkan Cup 1947
De Balkan Cup 1947 (ook Balkan en Centraal Europees Kampioenschap 1947 genoemd) was de 9e editie van dit voetbaltoernooi. Het toernooi werd gespeeld tussen 25 mei en 12 oktober 1947 . Er waren vijf deelnemers. Hongarije werd kampioen.

## Eindstand
| Team        | Gsp | W | G | V | DV | DT | DS  | Ptn |
| ----------- | --- | - | - | - | -- | -- | --- | --- |
| Hongarije   | 4   | 4 | 0 | 0 | 18 | 2  | +16 | 8   |
| Joegoslavië | 4   | 3 | 0 | 1 | 11 | 7  | +4  | 6   |
| Roemenië    | 4   | 2 | 0 | 2 | 8  | 8  | 0   | 4   |
| Bulgarije   | 4   | 1 | 0 | 3 | 5  | 15 | –9  | 2   |
| Albanië     | 4   | 0 | 0 | 4 | 2  | 13 | –11 | 0   |

## Wedstrijden
|                                |         |                                             |          |                                                                                     |
| 25 mei 1946 «onderlinge duels» | Albanië | 0 – 4                                       | Roemenië | Qemal Stafastadion, Tirana Toeschouwers: 20.000 Scheidsrechter: Árpád Kamarás (HUN) |
| 25 mei 1946 «onderlinge duels» |         | 29', 69', 79' Iuliu Farkas 48' Iosif Covaci |          | Qemal Stafastadion, Tirana Toeschouwers: 20.000 Scheidsrechter: Árpád Kamarás (HUN) |

|                                 |                           |       |         |                                                                                   |
| 15 juni 1946 «onderlinge duels» | Bulgarije                 | 2 – 0 | Albanië | Joenakstadion, Sofia Toeschouwers: 30.000 Scheidsrechter: Miljenko Podubsky (YUG) |
| 15 juni 1946 «onderlinge duels» | Trendafil Stankov 1', 20' |       |         | Joenakstadion, Sofia Toeschouwers: 30.000 Scheidsrechter: Miljenko Podubsky (YUG) |

|                                                   |                  |       |                                           |                                                                                   |
| 22 juni 1946 «onderlinge duels» 18:00 uur (UTC+2) | Roemenië         | 1 – 3 | Joegoslavië                               | Giuleștistadion, Boekarest Toeschouwers: 25.000 Scheidsrechter: Imre Molnár (HUN) |
| 22 juni 1946 «onderlinge duels» 18:00 uur (UTC+2) | Iuliu Farkas 42' |       | 37', 53' Stjepan Bobek 39' Jovan Jezerkić | Giuleștistadion, Boekarest Toeschouwers: 25.000 Scheidsrechter: Imre Molnár (HUN) |

|                                                   |                                                |       |                                                      |                                                                                      |
| 29 juni 1946 «onderlinge duels» 17:30 uur (UTC+1) | Joegoslavië                                    | 2 – 3 | Hongarije                                            | Stadion CDJA, Belgrado Toeschouwers: 35.000 Scheidsrechter: Constantin Iliescu (ROU) |
| 29 juni 1946 «onderlinge duels» 17:30 uur (UTC+1) | Zvonko Cimermančić 36' Prvoslav Mihajlović 60' |       | 33' Gyula Szilágyi 47' Ferenc Puskás 84' István Mike | Stadion CDJA, Belgrado Toeschouwers: 35.000 Scheidsrechter: Constantin Iliescu (ROU) |

|                                |                                           |       |                                                            |                                                                                  |
| 6 juli 1946 «onderlinge duels» | Bulgarije                                 | 2 – 3 | Roemenië                                                   | Joenakstadion, Sofia Toeschouwers: 25.000 Scheidsrechter: Marijan Matančić (YUG) |
| 6 juli 1946 «onderlinge duels» | Trendafil Stankov 47' Vuchko Yordanov 82' |       | 38' Gheorghe Băcuţ 59' Iosif Petschovschi 61' Bazil Marian | Joenakstadion, Sofia Toeschouwers: 25.000 Scheidsrechter: Marijan Matančić (YUG) |

|                                                       | |       |           |                                                                                            |
| 17 augustus 1946 «onderlinge duels» 18:00 uur (UTC+2) | Hongarije                                                                                             | 9 – 0 | Bulgarije | Üllői úti stadion, Boedapest Toeschouwers: 20.000 Scheidsrechter: Constantin Iliescu (ROU) |
| 17 augustus 1946 «onderlinge duels» 18:00 uur (UTC+2) | Ferenc Deák 15', 34', 52', 79' János Zsolnai 26' Nándor Hidegkuti 47', 50', 86' Mihály Nagymarosi 48' |       |           | Üllői úti stadion, Boedapest Toeschouwers: 20.000 Scheidsrechter: Constantin Iliescu (ROU) |

|                                                       |                                                  |       |         |                                                                                        |
| 20 augustus 1946 «onderlinge duels» 18:00 uur (UTC+2) | Hongarije                                        | 3 – 0 | Albanië | Üllői úti stadion, Boedapest Toeschouwers: 15.000 Scheidsrechter: Todor Stoyanov (BUL) |
| 20 augustus 1946 «onderlinge duels» 18:00 uur (UTC+2) | János Zsolnai 7' Béla Egresi 25' Ferenc Deák 53' |       |         | Üllői úti stadion, Boedapest Toeschouwers: 15.000 Scheidsrechter: Todor Stoyanov (BUL) |

|                                      |                                       |       |                                                                         |                                                                                      |
| 14 september 1946 «onderlinge duels» | Albanië                               | 2 – 4 | Joegoslavië                                                             | Qemal Stafastadion, Tirana Toeschouwers: 20.000 Scheidsrechter: Viktor Vrhovac (YUG) |
| 14 september 1946 «onderlinge duels» | Loro Boriçi 13' Aristidh Parapani 65' |       | 23' Stjepan Bobek 27' Jozo Krnić 31' Rajko Mitić 44' Zvonko Cimermančić | Qemal Stafastadion, Tirana Toeschouwers: 20.000 Scheidsrechter: Viktor Vrhovac (YUG) |

|                                                      |          |                                        |           |                                                                                         |
| 12 oktober 1946 «onderlinge duels» 16:00 uur (UTC+2) | Roemenië | 0 – 3                                  | Hongarije | Giuleștistadion, Boekarest Toeschouwers: 25.000 Scheidsrechter: Miljenko Podubsky (YUG) |
| 12 oktober 1946 «onderlinge duels» 16:00 uur (UTC+2) |          | 21' Béla Egresi 35', 74' Ferenc Puskás |           | Giuleștistadion, Boekarest Toeschouwers: 25.000 Scheidsrechter: Miljenko Podubsky (YUG) |

|                                                      |                              |       |                       |                                                                                 |
| 12 oktober 1946 «onderlinge duels» 15:00 uur (UTC+1) | Joegoslavië                  | 2 – 1 | Bulgarije             | Stadion NK Zagreb, Zagreb Toeschouwers: 15.000 Scheidsrechter: Béla Barna (HUN) |
| 12 oktober 1946 «onderlinge duels» 15:00 uur (UTC+1) | Prvoslav Mihajlović 18', 43' |       | 12' Trendafil Stankov | Stadion NK Zagreb, Zagreb Toeschouwers: 15.000 Scheidsrechter: Béla Barna (HUN) |